# Шабазов, Бахридин Валиевич
Бахридин Валиевич Шабазов  (род. 7 декабря 1984, город Каракол) — депутат Жогорку Кенеша Кыргызской Республики VII созыва от политической партии «Ишеним» (с 2021 года). Заместитель председателя Комитета по транспорту, коммуникациям, архитектуре и строительству.

## Биография
Родился 7 декабря 1984 года в городе Каракол Киргизской ССР, по национальности дунганин. В 2000 году завершил обучение в средней школе №9 города Каракол.
В 2016 году поступил и успешно окончил обучение в Киргизской государственной юридической академии при Правительстве Кыргызской Республики, юридический факультет.
С 2005 года занимался частным предпринимательством. С 2013 года - учредитель строительной компании «Элит Хаус». С 2017 года - руководитель строительной компании.
В ноябре 2021 года избран депутатом VII созыва Жогорку Кенеша Кыргызской Республики от политической партии «Ишеним». С 13 января 2022 года - заместитель председателя Комитета по транспорту, коммуникациям, архитектуре и строительству.
Женат, отец двоих детей.